# Pont d'Avroy
Pour les articles homonymes, voir Avroy.
Le pont d'Avroy est un ancien pont de Liège qui reliait l'Île aux faubourgs Saint-Gilles et Saint-Christophe, et enjambait un bras de la Meuse appelé la Sauvenière.

## Historique
Érigé au XIe siècle, il fut reconstruit plusieurs fois. Il était défendu par une porte fortifiée qui faisait partie de l'enceinte fortifiée du XIIIe siècle. Il fut reconstruit en pierre au XVe siècle. Lors de sa reconstruction suivant le sac de Charles le Téméraire en 1468, il fut garni de maisons et eut à souffrir de crues et débâcles en 1514, 1571 et 1643. 
De quatre arches, il passe à trois dans le courant du XVIIIe siècle. Sa disparition sera progressive. Lors de la canalisation de la canal de la Sauvenière en 1809, il ne gardera qu'une seule arche. Il disparaîtra définitivement en 1831 à l'occasion du comblement du canal d'Avroy (achevé en 1835) puis du Sauvenière (1844).

## Galerie

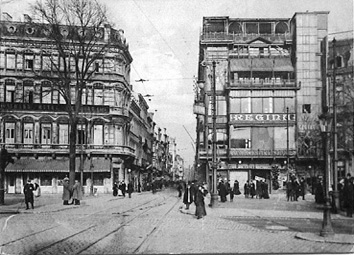
Carrefour pont d'Avroy et rue Pont d'Avroy après 1908
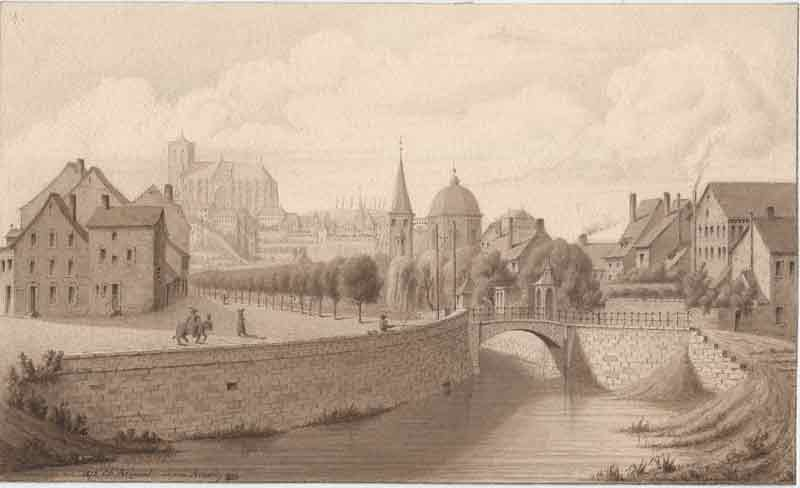
Le pont d'Avroy en 1826. En arrière-plan, la collégiale Saint-Jean et la basilique Saint-Martin. Dessin de Charles Remont[1], d'après Renardy, conservé aux Collections artistiques de l'université de Liège